# Cajsa Stina Åkerström

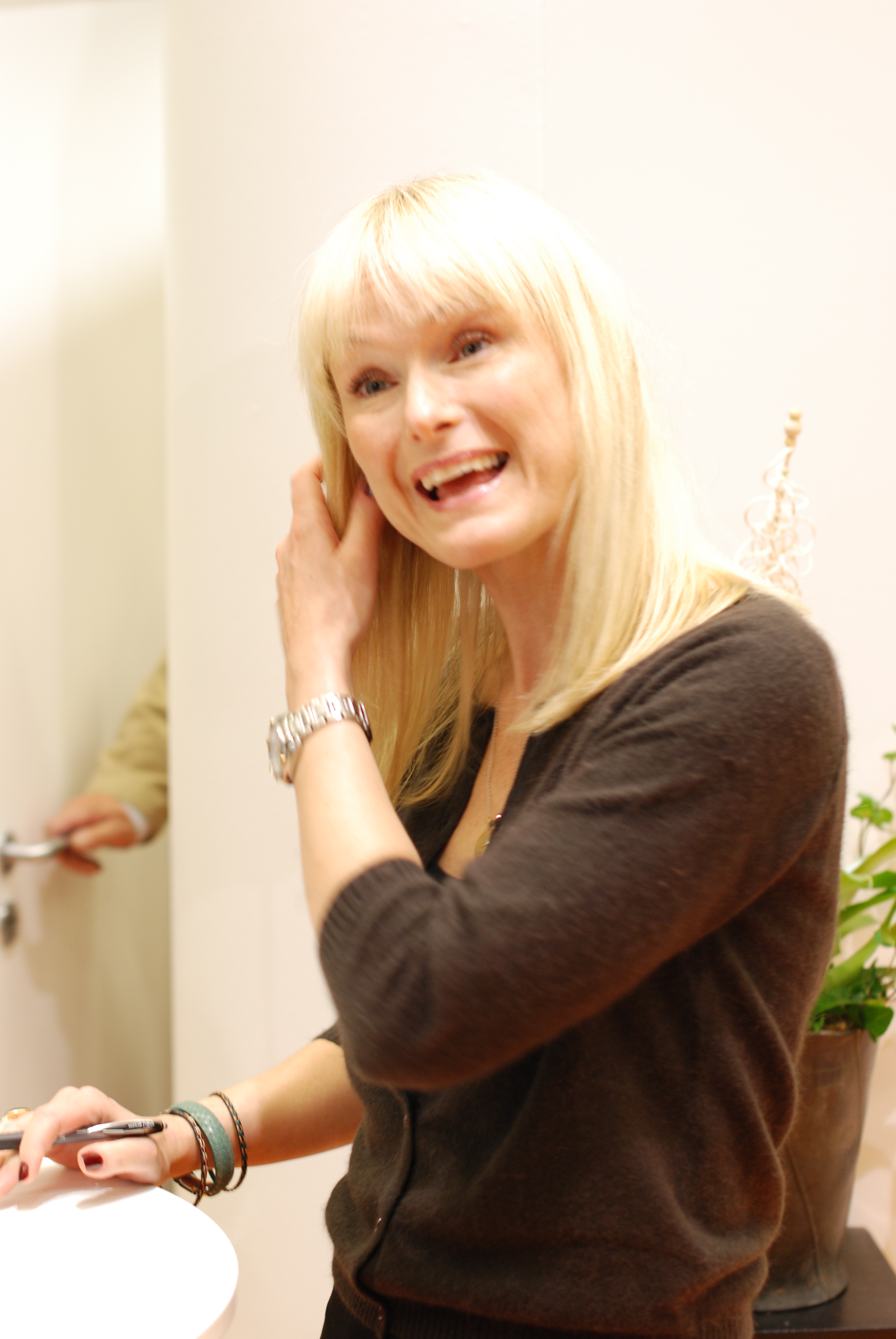
CajsaStina Åkerström signerar böcker på Bokmässan i Göteborg 2010.

Cajsa Stina Åkerström, skriver sig CajsaStina Åkerström, född 16 augusti 1967 i Sofia församling i Stockholm, är en svensk artist, låtskrivare och konstnär. 

## Biografi
Åkerström är dotter till vissångaren Fred Åkerström och Ingrid Swärdshammar (omgift Åkerström Hellberg). Hon har gått Kulturvetarlinjen på Lunds universitet och är fil. kand. i arkeologi. Mellan 1990 och 1992 arbetade hon som arkeolog på Kalmar läns museum, medan hon parallellt skrev egna låtar.
År 1994 skivdebuterade hon med eget material på popalbumet Cajsa Stina där hennes genombrottslåt "Fråga stjärnorna" ingick. Hon var en av artisterna i 1994 års version av Rocktåget. Musikvideon till debutsingeln "Fråga stjärnorna" vann Grammis 1995. Hela albumet sålde platina med drygt 130 000 sålda exemplar. År 2004 startade hon det egna skivbolaget Calimba Records AB och den första produktionen på bolaget blev skivan De vackraste orden – Tio visor som släpptes 2005. Albumet sålde guld (över 30 000 sålda exemplar). Också det efterföljande visalbumet Visor från nu och då som släpptes 2007 sålde guld (20 000 exemplar enligt då reglerad gräns för guldstatus). År 2009 skrev hon text och musik till låten "Vår sång", som hon sjöng in med Jack Vreeswijk. Duetten finns med på hennes album Sånger om dej och mej, utgivet samma år. 
Hon tävlade 2014 i Melodifestivalen med det egna bidraget "En enkel sång". Samma år inledde hon ett samarbete med låtskrivaren och producenten Peter Kvint som mynnade ut i albumet Vreden och stormen som kom ut 2015. Samarbetet har därefter fortsatt och bland annat resulterat i ett antal singlar släppta mellan 2016 och 2018, däribland låten "Om det var du"  som skrevs som ett inlägg i #MeToo-debatten och handlar om den dotter CajsaStina aldrig fick. År 2019 utkom albumet XXV – Äventyret börjar här med CajsaStinas texter till Peter Kvints musik och produktion.
Hon har sedan starten släppt 12 fullängdsalbum, 2 samlingar, drygt 40 singlar med eget material och ett konsertalbum – Balladen om Eken utgivet 2013 – med tolkningar av Ruben Nilsons visor samt egna tonsättningar av hans dikter.
Större delen av hennes album har varit grammisnominerade. Flera av hennes egna sånger har legat på Svensktoppen, varav "Dagen är vaken" nådde en förstaplacering 2009. Hennes egen låt "Kärleken finns överallt" (från albumet med samma namn) blev årets mest spelade låt på Sveriges Radio P4 2006. 
År 2010 skrev hon och gav ut självbiografin Du och jag, farsan (Norstedts Förlag), som bland annat handlar om hennes uppväxt. Hon har varit värd för Vinter i P1 (2010) och för Sommar i P1 (1999). 
År 2016 tilldelades hon Tidningen Vi:s Taubestipendium.
Under åren 2014 till 2016 skrev hon krönikor för Barometern Oskarshamns-Tidningen.
Mellan 2017 och 2019 gjorde hon och Jack Vreeswijk konsertturnéer under namnet Du och jag, farsan (från CajsaStinas självbiografi med samma titel).
År 2022 tilldelades Åkerström såväl Olle Adolphsons minnespris som den kungliga medaljen Litteris et Artibus.

## Konstnär
Under Coronapandemin inledde Åkerström en ny parallell bana som konstnär. Den första utställningen "Den allvarsamma leken" genomfördes i juni 2021."

## Samarbeten
År 2000 medverkade hon på Finn Kalviks album Imellom to evigheter i duetten "Tröstevise". År 2001 sjöng hon in Åsa Jinders och Janne Krantz sång "Av längtan till dig" som samma år gavs ut på Jinders album Folkmusik på svenska. Låten låg 25 veckor på Svensktoppen, varav 12 på första plats. År 2003 medverkade hon på meditationsalbumet Huset med de arton rummen där hon sjöng texter av Martin Lönnebo tonsatta av Stefan Jämtbäck; recitation framförd av Stina Ekblad. År 2008 medverkade hon på Stefan Anderssons album Marstrandsfånge No 90 Kleist i duetten "Flykten från Carlsten". År 2011 sjöng hon in flera sånger på Torgny Björks album Atlantis. Skivan innefattar Björks tonsättningar av Gustaf Frödings dikter. Medverkade på detta album gjorde också Storkyrkans Kör under ledning av Gustaf Sjökvist.

## Diskografi

### Album
- 1994 – Cajsa Stina
- 1996 – Klädd för att gå
- 1998 – Cirklar
- 2001 – Folkmusik på svenska med sång av CajsaStina Åkerström, Åsa Jinder, Margareta Bengtson och Stefan Sundström
- 2001 – En bit på väg – CajsaStina Åkerströms bästa (samling)
- 2001 – Picknick
- 2003 – Huset med de arton rummen med sång av CajsaStina Åkerström, text och läsning av Stina Ekblad (en meditations-CD med utgångspunkt från Martin Lönnebos Frälsarkransen)
- 2005 – De vackraste orden – Tio visor
- 2006 – Guldkorn (samling)
- 2006 – Kärleken finns överallt
- 2007 – Visor från förr och nu
- 2009 – Sånger om dej och mej
- 2011 – Visor från när och fjärran
- 2013 – Balladen om Eken – en afton i Ruben Nilsons anda
- 2015 – Vreden och stormen
- 2019 – XXV – Äventyret börjar här
- 2022 – Jul i gemenskap (live)

### Singlar
- 1994 – "Fråga stjärnorna"
- 1994 – "Du (vill se dig igen)"
- 1994 – "Vill du veta vem jag är"
- 1994 – "Änglarna håller hov"
- 1996 – "Långt härifrån"
- 1996 – "Socker, knäckebröd & choklad"
- 1996 – "Lyckan kommer och lyckan går"
- 1996 – "Kom"
- 1998 – "Cirklar"
- 1998 – "Vänd dig om"
- 1998 – "Rytm"
- 1998 – "Vintermörker"
- 2000 – "Trøstevise" (tillsammans med Finn Kalvik)
- 2002 – "Härlig dag" / "Himmel över dig"
- 2005 – "Som en längtan"
- 2005 – "De vackraste orden" / "Jag ger dig min morgon"
- 2006 – "Kärleken finns överallt"
- 2006 – "Levande igen"
- 2007 – "Allt vi behöver"
- 2007 – "Det kommer en vind"
- 2007 – "Salt"
- 2007 – "Värme"
- 2008 – "Vi blir det vi gör"
- 2009 – "Dagen är vaken"
- 2009 – "Min enda vinge"
- 2009 – "Chans"
- 2009 – "Vår sång"
- 2011 – "Dejtingvisa"
- 2011 – "Höst"
- 2013 – "Snart kommer änglarna att landa" (till SvTs "Alla tiders hits")
- 2014 – "En enkel sång"
- 2015 – "Är det så här det känns att komma hem"
- 2015 – "Vreden och stormen"
- 2015 – "Blå Jul"
- 2016 – "När"
- 2016 – "Röd"
- 2017 – "Ändlösa dagar"
- 2018 – "Om det var du"
- 2018 – "Jul i gemenskap"
- 2019 – "Aldrig för sent"
- 2019 – "Äventyret börjar här"
- 2019 – "Vinteräpplen"
- 2020 – "Nattunn is"

## Priser och utmärkelser
- 2005 – Fred Åkerström-stipendiet.
- 2009 – Nils Ferlin-Sällskapets trubadurpris
- 2011 – Priset ur Truxas minnesfond[10]
- 2016 – Evert Taube-stipendiet[11]
- 2022 – Olle Adolphsons minnespris
- 2022 – Litteris et Artibus